# رساننده خدمات تلفن
بر اساس مشخصات تعریف شده در رابط برنامه‌نویسی کاربردی تلفن مایکروسافت، رساننده خدمات تلفن رابط نرم‌افزاری برای یک دستگاه تلفن فیزیکی (مانند مودم) است که می‌توان با هدفِ گرفتنِ یک شماره تلفن یا نگاشت یک تماس، به صورت برنامه‌ریزی شده به آن دسترسی پیدا کرد. رساننده خدمات تلفن می‌تواند به صورت درایور خاص رابط برنامه‌نویسی کاربردی تلفن برای دستگاه تلفن نیز فرض شود.

## ویندوز ۱۰
رساننده‌های ویندوز ۱۰:
hidphone.tsp
kmddsp.tsp (kernel mode device driver)
remotesp.tsp
unimdm.tsp (universal modem)